# Гимнопедии
Гимнопедии (на френски: Gymnopédies) е наименованието на три композиции за пиано от френския композитор Ерик Сати, написани през 1888 г. През 1897 г. са оркестрирани от Клод Дебюси. Това са кратки мелодии, написани в такт 3/4, с обща тема и структура. В днешно време те се възприемат като обявяване на ембиента – те са деликатни, но в същото време по свой начин ексцентрични, което по онова време се смята за противопоставяне на класическата традиция.
Заглавието се отнася до ритуалните танци по време на Гимнопедията в Древна Спарта.

## История
Гимнопедиите са първите произведения, с които Ерик Сати се опитва да се откъсне от конвенционалната „салонна музика“ на XIX век, естествената среда на баща му и следващата съпруга на баща му. През септември 1887 г. Сати композира три „сарабанди“ (Trois Sarabandes), по пасажи от „Гибелта“ на Патрис Контамен дьо Латур. По това време Сати лично познава Контамен.
Сати очевидно използва думата „гимнопедист“ (gymnopaedist) още преди да е написал обяснението на израза към по-късните си толкова прочути гимнопедии.
Анекдотичното самопредставяне на Сати като „гимнопедист“ през декември 1887 г. има следната легенда: когато Сати за първи път в живота си посещава кабарето „Черната котка“, той е представен на неговия директор, Родолф Салис, известен с острите си коментари. Принуден при запознаването да спомене професията си, Сати, който още няма никаква разпознаваема и престижна професия, се представя като „гимпопедист“, вероятно в опит да надхитри директора, който би се подиграл на липсата му на социален статус.
Работата по трите гимнопедии започва само два месеца по-късно и приключва през април 1888 г.
През август 1888 г. е публикувана „Първа гимнопедия“, придружена от стих на Контамен. Въпреки това си остава несигурно дали поемата е написана преди музиката, и дали Контамен я е написал в знак на почит към приятеля си, след като той вече ее завършил пълния набор от сарабанди и гимнопедии.
Няколко месеца по-късно още същата година е публикувана и „Трета гимпопедия“. „Втора гимнопедия“ е публикувана, обаче едва 7 години по-късно, с няколко анонсирания за предстоящото ѝ публикуване в бюлетините на кабаретата „Черната котка“ и „Auberge Du Clou“.